# Wormland
Wormland (Eigen schrijfwijze WORMLAND) is een Duitse winkelketen voor herenkleding met hoofdkantoor in Hannover.

## Winkelconcept
De onderneming heeft twee concepten voor verschillende doelgroepen. Het gaat om WORMLAND Men's Fashion Mode für Männer, met filialen in Berlijn, Bremen, Dortmund, Frankfurt, Hamburg, Hannover, München, Neurenberg en in het CentrO in Oberhausen. De filialen worden gekenmerkt door hun ligging in de binnenstad, grote etalages en een oppervlakte van minimaal 1000 m². De andere keten is THEO dat zich richt op de jongere klanten. Zij voert ook een collectie onder de eigen naam THEO. De THEO-filialen zijn kleiner met een oppervlakte van 300 tot 500 m². Filialen zijn er in Bochum, Bremen, Dortmund, Hannover, Ludwigshafen en Oldenburg.

## Historie

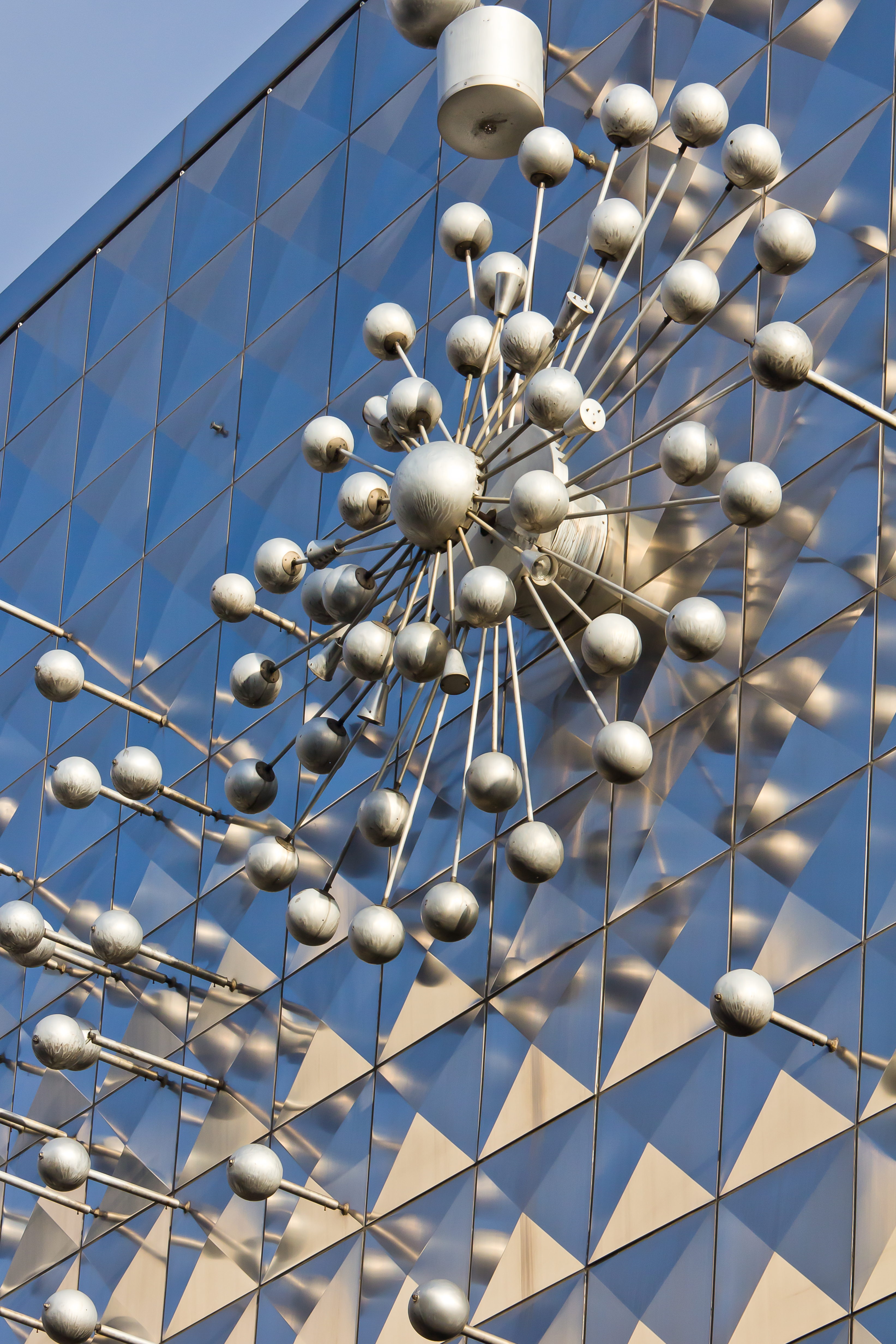
(Voormalig) winkelfiliaal in Keulen met het kunstwerk Licht und Bewegung van Otto Piene

De in herenkleding gespecialiseerde onderneming werd in 1935 in Hannover opgericht door de textielhandelaar Theo Wormland. Het bedrijf was gevestigd in de toenmalige Theaterstraße en verhuisde in 1939 naar de Karmarschstraße. In de Tweede Wereldoorlog werd de winkel bij luchtaanvallen op Hannover getroffen en na de oorlog weer opgebouwd.
De onderneming Wormland stond bekend als Avantgardist der Herrenmode die in Hannover de toon zette op herenmodegebied met haar modieuze chic. In 1953 en 1969 opende Wormland filialen in Keulen en München. Met wekelijks wisselende etalages en de gevel met lichtkunst in Keulen werd hij opgemerkt in de branche.
Na het overlijden van de oprichter in 1983 werden de onderneming en de privékunstverzameling ondergebracht in de Theo-Wormland-Stiftung. In 1990 brande het filiaal in Keulen uit en werd in 1991 heropend. Tot op heden verkoopt men alleen herenmode. Vanaf 2000 werd de onderneming geleid door Oliver Beuthien. In 2015 werd Wormland volledig overgenomen door Ludwig Beck uit München. Beuthien verliet Wormland in 2016 en vertrok naar het modewarenhuis Engelhorn in Mannheim.
In april 2019 gaf Ludwig Beck aan dat Wormland verkocht werd via een management buy-out aan WL Erwerbs GmbH, opgericht door drie managers van Wormland.
Op 12 januari 2024 vroeg Wormland uitstel van betaling aan bij de rechtbank in Hannover. Door de hoge inflatie en de daaruit voortvloeinde koopkrachtdaling van de consument en de gestegen kosten konden de betalingsverplichtingen niet meer worden nagekomen.